# Khúc côn cầu trên cỏ tại Đại hội Thể thao châu Á 1986
Các nội dung thi đấu bộ môn Khúc côn cầu trên cỏ diễn ra tại Đại hội Thể thao châu Á 1986 ở Seongnam, Hàn Quốc.

## Danh sách huy chương
| Nội dung | Vàng | Bạc | Đồng |
| -------- | --- | --- | --- |
| Nam      | Hàn Quốc · An Jong-rae · Chung Boo-jin · Chung Kye-suk · Han Jin-soo · Han Jong-yeol · Hur Sang-young · Ji Jae-kwan · Kim Jong-kap · Kim Man-whe · Kim Yeong-joon · Kwon Soon-pil · Mo Ji-young · Nam Kung-ok · Shin Suk-kyun · Song Suk-chan · Yoo Seung-jin  | Pakistan · Ishtiaq Ahmed · Mansoor Ahmed · Shahbaz Ahmed · Ziauddin Ahmed · Nasir Ali · Wasim Feroz · Rashid-ul-Hassan · Shahidul Islam · Farhat Hassan Khan · Kaleemullah Khan · Ayaz Mahmood · Qazi Mohib · Syed Ghulam Moinuddin · Iftikhar Riaz · Saleem Sherwani · Qasim Zia | Ấn Độ · Abdul Aziz · Jagdeep Singh Gill · Rajinder Singh Rawat · Mohammed Shahid · Vineet Kumar Sharma · Balwinder Singh · Hardeep Singh · Jagbir Singh · Mohinder Pal Singh · Neel Kamal Singh · Pargat Singh · Ram Prakash Singh · Thoiba Singh · Tikken Singh · M. M. Somaya · B. K. Subramani |
| Nữ       | Hàn Quốc · Cho Ki-hyang · Choi Choon-ok · Choi Young-ja · Chung Eun-kyung · Chung Sang-hyun · Han Ok-kyung · Hwang Keum-sook · Jin Won-sim · Kim Mi-ja · Kim Mi-sun · Kim Soon-duk · Kim Young-sook · Lim Kye-sook · Park Soon-ja · Seo Hyo-sun · Seo Kwang-mi | Nhật Bản · | Ấn Độ · Saroj Bala · Manju Bist · Donita D'Mello · Angela D'Sa · Alma Guria · Kuldeep Kaur · Rajbir Kaur · S. Omana Kumari · Bimal Parbagga · Biswasi Purty · Prem Maya Sonir · Dayamani Soy · Pushpa Srivastava · Ranjana Srivastava · Madhu Yadav · Razia Zaidi                                 |

## Bảng tổng sắp huy chương
| Hạng               | Đoàn               | Vàng | Bạc | Đồng | Tổng số |
| ------------------ | ------------------ | ---- | --- | ---- | ------- |
| 1                  | Hàn Quốc           | 2    | 0   | 0    | 2       |
| 2                  | Pakistan           | 0    | 1   | 0    | 1       |
| 2                  | Nhật Bản           | 0    | 1   | 0    | 1       |
| 4                  | Ấn Độ              | 0    | 0   | 2    | 2       |
| Tổng số (4 đơn vị) | Tổng số (4 đơn vị) | 2    | 2   | 2    | 6       |

## Kết quả

### Nam

#### Vòng sơ loại

##### Nhóm A
| Đội tuyển | ST | T | H | B | BT | BB | HS  | Đ |
| --------- | -- | - | - | - | -- | -- | --- | - |
| Ấn Độ     | 4  | 3 | 1 | 0 | 25 | 2  | +23 | 7 |
| Hàn Quốc  | 4  | 3 | 1 | 0 | 23 | 1  | +22 | 7 |
| Nhật Bản  | 4  | 2 | 0 | 2 | 14 | 8  | +6  | 4 |
| Hồng Kông | 4  | 1 | 0 | 3 | 2  | 21 | −19 | 2 |
| Thái Lan  | 4  | 0 | 0 | 4 | 0  | 32 | −32 | 0 |

| 22 tháng 9 |

| Nhật Bản | 10–0 | Thái Lan |
| -------- | ---- | -------- |
|          |      |          |

| Khu liên hợp thể thao Seongnam, Seongnam |

| 22 tháng 9 |

| Hàn Quốc | 1–1 | Ấn Độ |
| -------- | --- | ----- |
|          |     |       |

| Khu liên hợp thể thao Seongnam, Seongnam |

| 23 tháng 9 |

| Hồng Kông | 1–0 | Thái Lan |
| --------- | --- | -------- |
|           |     |          |

| Khu liên hợp thể thao Seongnam, Seongnam |

| 23 tháng 9 |

| Ấn Độ | 3–1 | Nhật Bản |
| ----- | --- | -------- |
|       |     |          |

| Khu liên hợp thể thao Seongnam, Seongnam |

| 24 tháng 9 |

| Hàn Quốc | 8–0 | Hồng Kông |
| -------- | --- | --------- |
|          |     |           |

| Khu liên hợp thể thao Seongnam, Seongnam |

| 24 tháng 9 |

| Ấn Độ | 11–0 | Thái Lan |
| ----- | ---- | -------- |
|       |      |          |

| Khu liên hợp thể thao Seongnam, Seongnam |

| 25 tháng 9 |

| Nhật Bản | 3–1 | Hồng Kông |
| -------- | --- | --------- |
|          |     |           |

| Khu liên hợp thể thao Seongnam, Seongnam |

| 25 tháng 9 |

| Hàn Quốc | 10–0 | Thái Lan |
| -------- | ---- | -------- |
|          |      |          |

| Khu liên hợp thể thao Seongnam, Seongnam |

| 26 tháng 9 |

| Ấn Độ | 10–0 | Hồng Kông |
| ----- | ---- | --------- |
|       |      |           |

| Khu liên hợp thể thao Seongnam, Seongnam |

| 26 tháng 9 |

| Hàn Quốc | 4–0 | Nhật Bản |
| -------- | --- | -------- |
|          |     |          |

| Khu liên hợp thể thao Seongnam, Seongnam |

##### Nhóm B
| Đội tuyển  | ST | T | H | B | BT | BB | HS  | Đ |
| ---------- | -- | - | - | - | -- | -- | --- | - |
| Malaysia   | 3  | 3 | 0 | 0 | 15 | 5  | +10 | 6 |
| Pakistan   | 3  | 2 | 0 | 1 | 20 | 2  | +18 | 4 |
| Bangladesh | 3  | 1 | 0 | 2 | 3  | 11 | −8  | 2 |
| Oman       | 3  | 0 | 0 | 3 | 4  | 24 | −20 | 0 |

| 22 tháng 9 |

| Bangladesh | 1–3 | Malaysia |
| ---------- | --- | -------- |
|            |     |          |

| Khu liên hợp thể thao Seongnam, Seongnam |

| 22 tháng 9 |

| Oman | 0–12 | Pakistan |
| ---- | ---- | -------- |
|      |      |          |

| Khu liên hợp thể thao Seongnam, Seongnam |

| 24 tháng 9 |

| Oman | 3–10 | Malaysia |
| ---- | ---- | -------- |
|      |      |          |

| Khu liên hợp thể thao Seongnam, Seongnam |

| 24 tháng 9 |

| Bangladesh | 0–7 | Pakistan |
| ---------- | --- | -------- |
|            |     |          |

| Khu liên hợp thể thao Seongnam, Seongnam |

| 26 tháng 9 |

| Bangladesh | 2–1 | Oman |
| ---------- | --- | ---- |
|            |     |      |

| Khu liên hợp thể thao Seongnam, Seongnam |

| 26 tháng 9 |

| Malaysia | 2–1 | Pakistan |
| -------- | --- | -------- |
|          |     |          |

| Khu liên hợp thể thao Seongnam, Seongnam |

#### Phân loại hạng 5-8
|  | Bán kết    | Bán kết   |                   |   | Trận tranh hạng 5 | Trận tranh hạng 5 |
|  |            |           |                   |   |                   |                   |
|  | 28 tháng 9 |           |                   |   |                   |                   |
|  |            |           |                   |   |                   |                   |
|  | Nhật Bản   | 2         |                   |   |                   |                   |
|  | Nhật Bản   | 2         | 29 tháng 9        |   |                   |                   |
|  | Oman       | 0         |                   |   |                   |                   |
|  | Oman       | 0         | Nhật Bản          | 6 |                   |                   |
|  | 28 tháng 9 |           | Nhật Bản          | 6 |                   |                   |
|  |            | Hồng Kông | 0                 |   |                   |                   |
|  | Bangladesh | Hồng Kông | 0                 | 1 |                   |                   |
|  | Bangladesh |           |                   | 1 |                   |                   |
|  | Hồng Kông  | 2         |                   |   |                   |                   |
|  | Hồng Kông  | 2         | Trận tranh hạng 7 |   |                   |                   |
|  |            |           |                   |   |                   |                   |
|  | 29 tháng 9 |           |                   |   |                   |                   |
|  |            |           |                   |   |                   |                   |
|  | Oman       | 2         |                   |   |                   |                   |
|  | Oman       | 2         |                   |   |                   |                   |
|  | Bangladesh | 4         |                   |   |                   |                   |

##### Bán kết
| 28 tháng 9 |

| Nhật Bản | 2–0 | Oman |
| -------- | --- | ---- |
|          |     |      |

| Khu liên hợp thể thao Seongnam, Seongnam |

| 28 tháng 9 |

| Bangladesh | 1–2 | Hồng Kông |
| ---------- | --- | --------- |
|            |     |           |

| Khu liên hợp thể thao Seongnam, Seongnam |

##### Trận tranh hạng 7
| 29 tháng 9 |

| Oman | 2–4 | Bangladesh |
| ---- | --- | ---------- |
|      |     |            |

| Khu liên hợp thể thao Seongnam, Seongnam |

##### Trận tranh hạng 5
| 29 tháng 9 |

| Nhật Bản | 6–0 | Hồng Kông |
| -------- | --- | --------- |
|          |     |           |

| Khu liên hợp thể thao Seongnam, Seongnam |

#### Vòng tranh huy chương
|  | Bán kết           | Bán kết  |                       |   | Chung kết | Chung kết |
|  |                   |          |                       |   |           |           |
|  | 28 tháng 9        |          |                       |   |           |           |
|  |                   |          |                       |   |           |           |
|  | Ấn Độ             | 1        |                       |   |           |           |
|  | Ấn Độ             | 1        | 29 tháng 9            |   |           |           |
|  | Pakistan (a.e.t.) | 3        |                       |   |           |           |
|  | Pakistan (a.e.t.) | 3        | Pakistan              | 1 |           |           |
|  | 28 tháng 9        |          | Pakistan              | 1 |           |           |
|  |                   | Hàn Quốc | 2                     |   |           |           |
|  | Malaysia          | Hàn Quốc | 2                     | 1 |           |           |
|  | Malaysia          |          |                       | 1 |           |           |
|  | Hàn Quốc          | 4        |                       |   |           |           |
|  | Hàn Quốc          | 4        | Tranh huy chương đồng |   |           |           |
|  |                   |          |                       |   |           |           |
|  | 29 tháng 9        |          |                       |   |           |           |
|  |                   |          |                       |   |           |           |
|  | Ấn Độ             | 4        |                       |   |           |           |
|  | Ấn Độ             | 4        |                       |   |           |           |
|  | Malaysia          | 1        |                       |   |           |           |

##### Bán kết
| 28 tháng 9 |

| Ấn Độ | 1–3 (h.p.) | Pakistan |
| ----- | ---------- | -------- |
|       |            |          |

| Khu liên hợp thể thao Seongnam, Seongnam |

| 28 tháng 9 |

| Malaysia | 1–4 | Hàn Quốc |
| -------- | --- | -------- |
|          |     |          |

| Khu liên hợp thể thao Seongnam, Seongnam |

##### Tranh huy chương đồng
| 29 tháng 9 |

| Ấn Độ | 4–1 | Malaysia |
| ----- | --- | -------- |
|       |     |          |

| Khu liên hợp thể thao Seongnam, Seongnam |

##### Chung kết
| 29 tháng 9 |

| Hàn Quốc           | 2–1    | Pakistan  |
| ------------------ | ------ | --------- |
| Jong-ryul 35', 54' | Report | Ahmed 23' |

| Khu liên hợp thể thao Seongnam, Seongnam |

#### Bảng xếp hạng cuối cùng
| Thứ hạng | Đội tuyển  | ST | T | H | B |
| -------- | ---------- | -- | - | - | - |
| 1        | Hàn Quốc   | 6  | 5 | 1 | 0 |
| 2        | Pakistan   | 5  | 3 | 0 | 2 |
| 3        | Ấn Độ      | 6  | 4 | 1 | 1 |
| 4        | Malaysia   | 5  | 3 | 0 | 2 |
| 5        | Nhật Bản   | 6  | 4 | 0 | 2 |
| 6        | Hồng Kông  | 6  | 2 | 0 | 4 |
| 7        | Bangladesh | 5  | 2 | 0 | 3 |
| 8        | Oman       | 5  | 0 | 0 | 5 |
| 9        | Thái Lan   | 4  | 0 | 0 | 4 |

### Nữ
| Đội tuyển | ST | T | H | B | BT | BB | HS  | Đ  |
| --------- | -- | - | - | - | -- | -- | --- | -- |
| Hàn Quốc  | 5  | 5 | 0 | 0 | 45 | 2  | +43 | 10 |
| Nhật Bản  | 5  | 3 | 1 | 1 | 17 | 3  | +14 | 7  |
| Ấn Độ     | 5  | 3 | 1 | 1 | 17 | 5  | +12 | 7  |
| Malaysia  | 5  | 2 | 0 | 3 | 8  | 14 | −6  | 4  |
| Thái Lan  | 5  | 1 | 0 | 4 | 3  | 23 | −20 | 2  |
| Hồng Kông | 5  | 0 | 0 | 5 | 1  | 44 | −43 | 0  |

| 23 tháng 9 |

| Nhật Bản | 4–0 | Thái Lan |
| -------- | --- | -------- |
|          |     |          |

| Khu liên hợp thể thao Seongnam, Seongnam |

| 23 tháng 9 |

| Ấn Độ | 2–1 | Malaysia |
| ----- | --- | -------- |
|       |     |          |

| Khu liên hợp thể thao Seongnam, Seongnam |

| 23 tháng 9 |

| Hàn Quốc | 21–0 | Hồng Kông |
| -------- | ---- | --------- |
|          |      |           |

| Khu liên hợp thể thao Seongnam, Seongnam |

| 25 tháng 9 |

| Nhật Bản | 8–0 | Hồng Kông |
| -------- | --- | --------- |
|          |     |           |

| Khu liên hợp thể thao Seongnam, Seongnam |

| 25 tháng 9 |

| Ấn Độ | 7–0 | Thái Lan |
| ----- | --- | -------- |
|       |     |          |

| Khu liên hợp thể thao Seongnam, Seongnam |

| 25 tháng 9 |

| Hàn Quốc | 9–1 | Malaysia |
| -------- | --- | -------- |
|          |     |          |

| Khu liên hợp thể thao Seongnam, Seongnam |

| 27 tháng 9 |

| Malaysia | 1–0 | Thái Lan |
| -------- | --- | -------- |
|          |     |          |

| Khu liên hợp thể thao Seongnam, Seongnam |

| 27 tháng 9 |

| Ấn Độ | 7–0 | Hồng Kông |
| ----- | --- | --------- |
|       |     |           |

| Khu liên hợp thể thao Seongnam, Seongnam |

| 27 tháng 9 |

| Hàn Quốc | 2–1 | Nhật Bản |
| -------- | --- | -------- |
|          |     |          |

| Khu liên hợp thể thao Seongnam, Seongnam |

| 28 tháng 9 |

| Malaysia | 5–0 | Hồng Kông |
| -------- | --- | --------- |
|          |     |           |

| Khu liên hợp thể thao Seongnam, Seongnam |

| 28 tháng 9 |

| Hàn Quốc | 10–0 | Thái Lan |
| -------- | ---- | -------- |
|          |      |          |

| Khu liên hợp thể thao Seongnam, Seongnam |

| 28 tháng 9 |

| Nhật Bản | 1–1 | Ấn Độ |
| -------- | --- | ----- |
|          |     |       |

| Khu liên hợp thể thao Seongnam, Seongnam |

| 30 tháng 9 |

| Thái Lan | 3–1 | Hồng Kông |
| -------- | --- | --------- |
|          |     |           |

| Khu liên hợp thể thao Seongnam, Seongnam |

| 30 tháng 9 |

| Nhật Bản | 3–0 | Malaysia |
| -------- | --- | -------- |
|          |     |          |

| Khu liên hợp thể thao Seongnam, Seongnam |

| 30 tháng 9 |

| Hàn Quốc | 3–0 | Ấn Độ |
| -------- | --- | ----- |
|          |     |       |

| Khu liên hợp thể thao Seongnam, Seongnam |